# Карский, Ян
Ян Ка́рский (пол. Jan Karski, настоящее имя Ян Ромуальд Козеле́вский (пол. Jan Romuald Kozielewski); 24 июня 1914, Лодзь, Царство Польское, Российская империя, — 13 июля 2000, Вашингтон, США) — участник польского движения Сопротивления, Праведник мира.

## Биография
Родился в доме № 71, по улице Килинского, в 1914 году, в городе, который тогда называли «Красная Лодзь». Получил домашнее образование, как он сам написал, по программе своей матери Валентины Козелевской, урождённой Гуравской. Его старшие братья и сестры жили отдельно от них. Поступил в гимназию. После окончания факультета права и дипломатии львовского университета в 1935 году был отличником в артиллерийском училище подхорунжих во Владимире-Волынском. В январе 1939 года начал работу в Министерстве иностранных дел Польши.
После нападения Германии на Польшу в сентябре 1939 года Козелевский был мобилизован и направлен в уланский полк. Его полк был наголову разбит танковыми частями вермахта. Ян был ранен и затем был пленён советскими войсками, вторгнувшимися в Польшу с востока, и в результате обмена военнопленными оказался уже в немецком плену. В ноябре бежал из немецкого поезда для военнопленных, вступил в польскую подпольную организацию и совершил тайную поездку во Францию с рапортами для правительства Польши в изгнании, тогда располагавшегося во Франции. В подполье Козелевский принял псевдоним «Карский», который он позднее стал использовать как официальную фамилию.
В июне 1940 года был арестован гестапо в Словакии. После попытки самоубийства (перерезал себе вены бритвой) Карский был переведён в больницу в Новы-Сонче, откуда бежал в результате операции Союза вооружённой борьбы. Позднее он нелегально пробрался в Польшу и работал в Бюро пропаганды и информации Главного штаба партизанской Армии Крайовой.
В 1942 году Роман Кнолл, глава отдела внешних сношений Армии Крайовой, бывший министром иностранных дел Польши, направил Карского в Лондон. Перед поездкой Роман Кнолл познакомил Карского с Леоном Файнером, активистом Бунда. Файнер сказал Карскому: «Польша снова обретёт независимость после войны. Но польских евреев к тому времени не останется. Поезжайте в Лондон. Мы должны сделать всё, чтобы никто из союзников после войны не смог сказать, что ничего не знал об истреблении евреев… Я отправил десятки писем, сотни раз, прорвавшись к телефону, разговаривал с евреями в Швейцарии и Франции. Никто мне не поверил…» По просьбе Файнера Карский тайно посетил варшавское гетто и, переодевшись немецким солдатом, гетто в Избице Любельской, из которого заключённых направляли в лагеря уничтожения Белжец и Собибор.
Через Германию и Францию Карский добрался до нейтральной Испании, откуда через Гибралтар попал в Лондон. Генерал Владислав Сикорский, глава правительства Польши в изгнании, решил передать доклад Карского правительствам Великобритании и США.
В июле 1943 года Карский был принят президентом США Франклином Рузвельтом и рассказал ему о судьбе жертв Холокоста. Карский умолял об оказании помощи гибнущим. Президент США продемонстрировал недоверие и равнодушие.
Позднее Карский встретился с многими лицами из мира политики и культуры — но все они оказались неспособны поверить ему.
В 1944 году Карский написал книгу «Курьер из Польши: История тайного государства» («Courier from Poland: Story of a Secret State»), напечатанную тиражом 360 тыс. экз.
После войны Карский остался в США и стал профессором Джорджтаунского университета. Защитил докторскую диссертацию по политологии, в 1954 году получил американское гражданство.
В 1965 году женился на 54-летней польской еврейке Полине Ниренской, известной танцовщице и хореографе. За исключением её родителей, которые эмигрировали в Израиль в 1939 году, незадолго до нацистского вторжения в Польшу, все её родственники погибли во время Холокоста. Она покончила с собой в 1992 году.
В 1978 году участвовал в фильме «Шоа», что способствовало осознанию мировой общественностью его усилий с целью остановить Холокост. В 2010 году режиссёром ленты Клодом Ланцманом был смонтирован ещё один фильм о Карском под названием «Доклад Карского».
В 1982 году получил звание Праведника мира от института Яд ва-Шем, в 1994 году почётное гражданство государства Израиль.
На пресс-конференции в Вашингтоне в 1982 году Карский сказал: «Бог выбрал меня, чтобы Запад узнал о трагедии в Польше. Тогда мне казалось, что эта информация поможет спасти миллионы людей. Это не помогло, я ошибался. В 1942 году в Варшавском гетто и в Избице Любельской я стал польским евреем…
Семья моей жены (все они погибли в гетто и в лагерях смерти), все замученные евреи Польши стали моей семьей. При этом я остаюсь католиком. Я католический еврей. Моя вера говорит мне: второй первородный грех, которое человечество совершило в отношении евреев в годы Второй мировой войны в Европе, будет преследовать его до конца времен…»
В 1995 году Карский был награждён польским орденом Белого Орла.
Являлся почётным доктором восьми университетов США и Польши. В 1996 году в Польше о нём был снят документальный фильм «Моя миссия».
В 1998 году был номинирован на Нобелевскую премию мира.
На похороны Карского прибыли президент США Клинтон и президент Польши Квасьневский.
В 2012 году президент США Барак Обама наградил Яна Карского Президентской медалью Свободы посмертно.

## Память
Памятники Карскому в виде его фигуры в натуральный рост, сидящей на скамейке, находятся напротив польского консульства в Нью-Йорке, в кампусе Джорджтаунского университета, а также в польских городах: Варшава, Кельце, Лодзь, Краков и в кампусе Тель-Авивского университета.
В 2015 году вышел документальный кинофильм польско-американско-русского производства «Ян Карский. Праведник мира».
В 2009 году в издательстве «Галлимар» вышел роман «Ян Карский» французского писателя Янника Хаэнеля. Режиссёр Клод Ланцман выступил с резкой критикой этого романа, назвав его «фальсификацией истории».